# Krzyżówka hawajska
Krzyżówka hawajska (Anas wyvilliana) – gatunek średniej wielkości ptaka z rodziny kaczkowatych (Anatidae). Endemiczna dla Wysp Hawajskich krzyżówka hawajska występuje na pięciu wyspach archipelagu, ale jej zasięg zmniejszył się znacząco w stosunku do historycznego. Jest uznawana za gatunek narażony na wyginięcie.

## Systematyka
Gatunek został opisany naukowo przez Philipa Sclatera w 1878 roku. Epitet gatunkowy upamiętnia szkockiego przyrodnika Charlesa Wyville Thomsona. W języku hawajskim ptak ten nosi nazwę koloa maloi („rodzima kaczka”) lub po prostu koloa. W literaturze polskiej gatunek znany jest pod nazwą: krzyżówka hawajska.
Należy do kaczek właściwych, do tego samego kladu co krzyżówka (Anas platyrhynchos), lecz wyróżnia się pod względem behawioralnym i genetycznym. Dawniej sądzono, że krzyżówka hawajska i krzyżówka białooka (A. laysanensis) pochodzą od migrujących kontynentalnych krzyżówek, które trafiły na archipelag hawajski, ale badania genetyczne wskazują, że ten drugi gatunek jest dużo dalej spokrewniony z krzyżówką niż krzyżówka hawajska. Analizy filogenetyczne oparte na badaniach DNA mitochondrialnego wskazują, że krzyżówki białookie i krzyżówki wywodzą się od wspólnych przodków, pochodzących z regionu Azji Wschodniej i wysp Pacyfiku, natomiast analizy DNA jądrowego sugerują, że krzyżówka hawajska wywodzi się od mieszańców krzyżówki i krzyżówki białookiej. Krzyżowanie miało miejsce na przełomie plejstocenu i holocenu.

## Charakterystyka

### Morfologia
Krzyżówka hawajska jest ptakiem wielkości europejskiej ogorzałki, długość ciała wynosi od 44 do 51 cm. Pozostałe wymiary: długość skrzydła ♂ 233,2 ± 10,3 mm, ♀ 220,8 ± 6,8 mm, długość ogona ♂ 78,9 ± 5,9 mm, ♀ 74,4 ± 4,4 mm, długość widocznej górnej krawędzi dzioba (culmen) ♂ 46,3 ± 1,6 mm, ♀ 43,8 ± 1,7 mm, długość skoku ♂ 41,7 ± 1,7 mm, ♀ 39,9 ± 1,1 mm. Masa ciała dorosłej kaczki to 568–628 g. Dorosłe są generalnie podobne do samicy krzyżówki (A. platyrhynchos), choć mniejsze. Upierzenie u obu płci jest ciemnobrązowe, pióra są w dwóch kontrastujących odcieniach brązu tworzących cętkowany wzór. Samce występują w dwóch odmianach barwnych: jaśniejsze mają wyraźne zielone plamki na szczycie głowy i karku, a ciemniejsze samce są bardziej podobne do samic. Samice mają czerwonawą pierś. Dziób jest płaski, u samców oliwkowozielony, a u samic pomarańczowy; u obu płci występują na nim ciemne plamy o różnorodnym kształcie i wielkości. Nogi i płetwy są pomarańczowe. Obie płcie mają na skrzydle opalizujące lusterko, szmaragdowozielone do purpurowo-niebieskiego. Samice kontynentalnych krzyżówek różnią się od krzyżówek hawajskich zwykle białymi, a nie płowożółtymi piórami ogona i niebiesko-purpurowym lusterkiem.
Krzyżówki hawajskie tworzą hybrydy z krzyżówką (A. platyrhynchos × A. wyvilliana). Takie mieszańce mogą mieć mieszankę cech obu gatunków; zwykle są większe niż ptaki czystej krwi.

## Występowanie
Krzyżówka hawajska jest hawajskim endemitem. W przeszłości zamieszkiwały one wszystkie główne wyspy archipelagu oprócz Lānaʻi i Kahoʻolawe, które są dla nich zbyt suche; w XIX wieku były pospolite i polowano na nie dla sportu. Na początku XX wieku ornitolodzy zaczęli zwracać uwagę, że ptaki te stają się coraz rzadsze. Do 1962 roku przetrwały jedynie na Kauaʻi i Niʻihau. W tym samym roku World Wildlife Fund i stan Hawaje rozpoczęły program ochrony i reintrodukcji tych ptaków. Do 1979 roku na wyspach Oʻahu i Hawaiʻi wypuszczono 350 krzyżówek hawajskich. W 2002 roku biolodzy szacowali, że na Kaua‘i i Ni‘ihau żyje około 2000 kaczek tego gatunku, a ok. 200 na Hawaiʻi. W 1997 roku 5 do 11 osobników widziano na Maui (ptaki reintrodukowano tam w 1989 roku). Czystej krwi krzyżówki hawajskie stanowią pewien odsetek z 300 podobnych ptaków żyjących na Oʻahu i 50 żyjących na Maui; większość jednak to mieszańce krzyżówki i krzyżówki hawajskiej (A. platyrhynchos × A. wyvilliana). Hybrydyzacja stanowi zasadniczy problem w ocenie zasięgu tego gatunku.
Krzyżówka hawajska zamieszkuje tereny podmokłe, w tym stawy, przybrzeżne jeziora, okresowo zalewane łąki, sztuczne zbiorniki i okazjonalnie podmokłe lasy, nawet do wysokości 3300 m n.p.m. Preferuje mokradła o powierzchni większej niż 0,23 hektara, położone dalej niż 600 m od siedzib ludzkich. W ramach Wetlands Reserve Program odtwarzano lub przystosowywano tereny podmokłe specjalnie dla tego gatunku; stwierdzono, że krzyżówki hawajskie są spotykane w takich miejscach dwukrotnie częściej niż na stawach na obszarach rolniczych.

## Pożywienie
Krzyżówka hawajska jest wszystkożerna, jada bezkręgowce i pokarm roślinny. Zjada glony, ryż, trawy, nasiona i liście roślin wodnych, a z bezkręgowców dżdżownice, owady takie jak ważki i mięczaki.

## Tryb życia i zachowanie
Ptaki te są generalnie osiadłe, chociaż stwierdzono przeloty między wyspami Kaua‘i i Ni‘ihau. Kaczki te są ostrożne, podróżują w parach. Głos krzyżówki hawajskiej jest podobny do głosu krzyżówki, ale miększy i rzadziej słyszany.

## Rozród
Ptaki te mogą zacząć rozród mając rok. Szczyt sezonu lęgowego przypada między wrześniem a majem, ale mogą wyprowadzać lęgi przez cały rok. Samica składa od 2 do 10 jaj w zamaskowanym gnieździe umieszczonym na ziemi, które jest wysłane puchem i piórami. Inkubacja jaj trwa 30 dni. Lęgom zagrażają mangusty, koty, dzikie świnie i psy. Pisklęta mogą pożreć także żaby ryczące i duże okoniokształtne. Nowe pokolenie rodzi się średnio co 5,6 roku.

## Status, zagrożenie i ochrona
W Czerwonej księdze gatunków zagrożonych IUCN krzyżówka hawajska od 2023 roku klasyfikowana jest jako gatunek narażony (VU, Vulnerable); wcześniej, od 2000 roku uznawano ją za gatunek zagrożony (EN, Endangered), a od 1994 za gatunek narażony.
Historycznie głównymi przyczynami spadku jej liczebności była utrata i degradacja środowiska oraz drapieżnictwo ze strony szczurów, psów i kotów, a także ludzkie polowania. Mokradła zarastały inwazyjne gatunki obcych roślin, populację krzyżówek zmniejszały choroby, a czasem również skażenie środowiska. Współcześnie gatunek jest objęty ochroną.